# جبال تيان شان
تيان شان (بالصينية:天山山脉 بالمنغوليه:Тэнгэр Уул بالكازاخية:Тянь-Шань بالأويغورية:تەڭرى تاغ) كما يشيع كتابته بالحروف اللاتينية هكذا: Tien Shan، هي مجموعة جبال تقع في آسيا الوسطى، تمتد لأكثر من 2,400كم، شمال شرقي البامير. وتُكتب أيضًا تين شان، ويعني اسم تيان شان الجبال السماوية. وهذه المجموعة هي أعلى مجموعة جبال توجد في شمالي التيبت. ويبلغ ارتفاع أعلى قمة، وهي قمة بوبيدي، 7,439م فوق مستوى سطح البحر. وتجري الأنهار شمالاً، من تيان شان، إلى قيرغيزيا وكازاخستان، وجنوبًا إلى الصين. وتضم هذه المجموعة، بعض أكبر الأنهار الجليدية في العالم. وتتبع الطرق ممرات عبر تيان شان.

## الجغرافيا
وتمتد سلسلة الجبال عبر الصين وكازاخستان وأوزبكستان وقيرغيزستان من الشرق حتى الغرب. وتمتد هذه السلسلة على مسافة 2500 كيلومتر بينما يبلغ عرضها من الجنوب إلى الشمال ما بين 100 و 400 كيلومتر، ويصل طول قطاع جزء من هذه السلسلة في الصين إلى 1700 كيلومتر، ويبلغ متوسط ارتفاعها 4 آلاف متر . وتعد جبال تيان شان الفاصل الطبيعي ما بين مناطق الحرارة المتوسطة والدافئة في شينجيانغ . ومنذ ما قبل العصر الكامبري أي قبل 600 مليون سنة، تعرضت جبال تيان شان لسلسلة من التطورات من القارة القديمة إلى بحر تيثيز القديم الذي كان يطفو على الجبال ويعرضها للتآكل ويرفع سلسلة الجبال الكبرى. ولعبت الحركة الأرضية الجديدة دوراً مؤثراً في تكون السمات الحالية للسلسلة الجبلية المعاصرة. وشكّلت تلك التحركات الأرضية المتعددة سلسلة من الجبال الضخمة والأحواض بين الجبال وشرفات وصدوع بينما غطت الوديان طبقات رملية حمراء كثيفة.
وتصنف المنطقة على أنها السلسلة الشاهقة عمودياً الأكثر تكاملاً حيث تتوزعها أحزمة نباتية خاصة في تيان شان وحتى منطقة الصحراء والسهوب الصحراوية والأحراش الكثيفة وأنهار الوديان المغطاة بالأشجار من مختلف الفصائل النباتية ويتوفر هنا على نطاق واسع غابات ذات أوراق عريضة فضلا عن أشجار السرو والروابي والمروج والقمم الجبلية المغطاة بالثلوج. وتحتوي المنطقة على أنواع نادرة من النباتات.

## البحيرات
تنتشر بين السلاسل الجبلية مساحات واسعة من البحيرات وتعد بحيرة سيرام الأضخم، وتنتشر حول البحيرة مسطحات لافتة من الزهور الملونة والأراضي المغطاة بالأعشاب وهي تمثل لوحة طبيعية ساحرة وتحتوي منطقة جبال تيان شان مساحات واسعة من غابات الفاكهة البرية القديمة.
ويكاد السائح لا يمل من زيارة المناطق الجيولوجية والسهول والروابي الخضراء والمسطحات الغنية بأشجار الفاكهة البرية النادرة الوجود في العالم.

## الثروة الحيوانية
تضم المنطقة 400 فصيلة حيوانية بما فيها حيوانات مهددة بالانقراض، وتعرف المنطقة أيضا بأنها منطقة تحتوي على أهم مواطن الحياة البرية. والجدير أن الفهود الثلجية في العالم تقدر ب 2500 منها أكثر من 1650 في شينجيانغ . ويبلغ عدد الفهود بالقرب من قمة تومو تيان شان أكثر من 600 فهد تعيش على افتراس خراف الضأن الجبلية والوعول أي أن غذاءها وافر ومتوفر دائماً. ولذلك فإن هذا النوع من الخراف معرض للانقراض. وتم حديثاً اكتشاف أربعة مواطن معزولة وجميعها تقع ضمن حدود مقاطعة وينكوان في شينجيانغ ويقدر عدد الفصائل الحيوانية المهددة بالانقراض أكثر من 6000 فصيل 

## البجع
من المشاهد المثيرة رؤية البجع بأعداد كبيرة في المنطقة التي تعد بيئة مناسبة لتكاثر هذا الطائر الأنيق في الصين على امتداد 1368 كيلومتراً. ويبلغ مجموع فصائل الطيور فيها 128 نوعاً تصل أعدادها إلى 100 ألف. أما الدجاج البري فيقدر إجمالي عدده بنحو 7 آلاف.
وعلى ذلك تضم شينجيانغ تيان شان ست محميات طبيعية وطنية ومتنزهاً وطنياً وتحتوي المناطق الست على قيم جمالية وعلمية مختلفة فضلاً عن أحزمة بيولوجية جغرافية وجمال آسر للطبيعة الجبلية التي تختلف من منطقة إلى أخرى ولا يتكرر شكلها .

## معرض صور

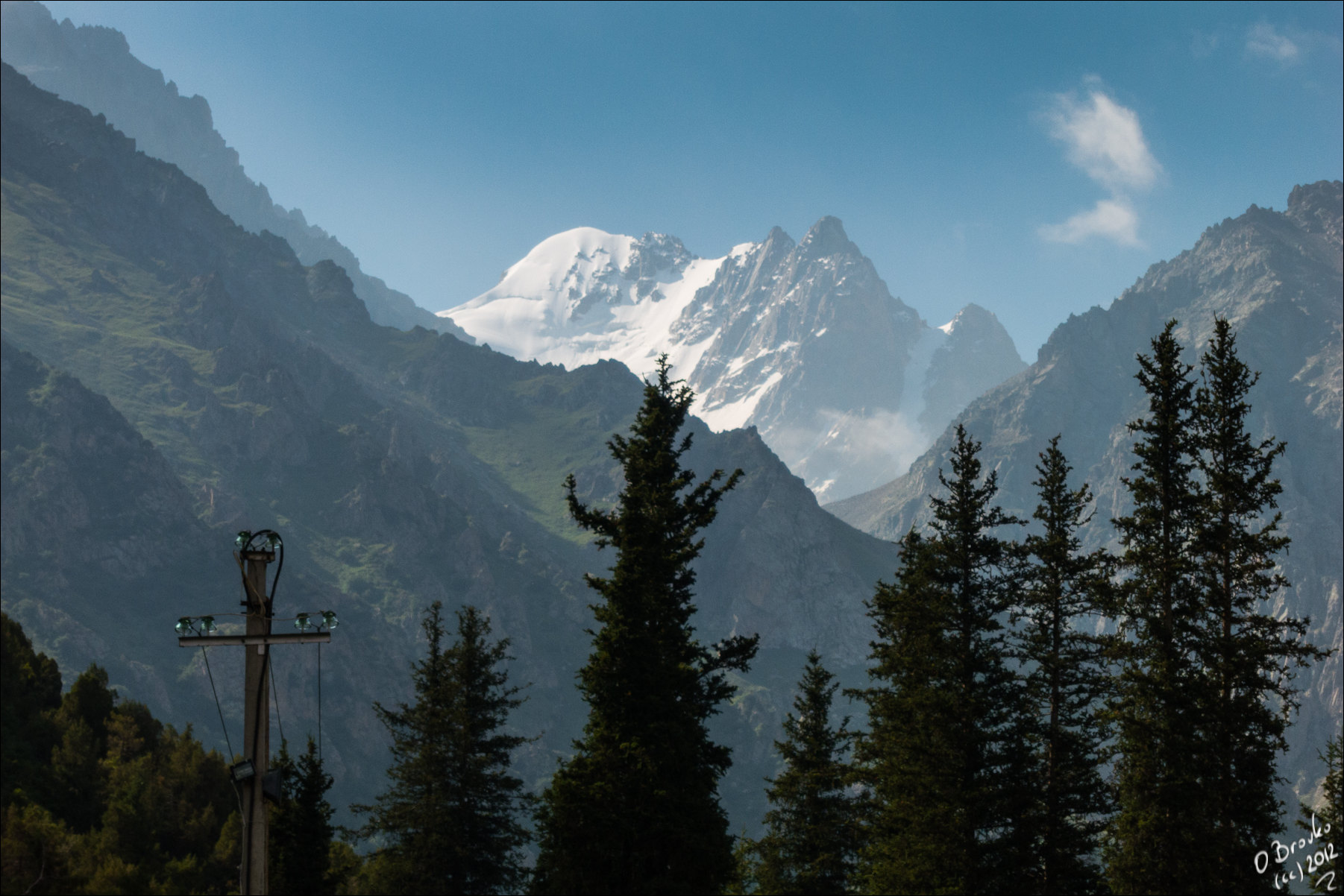
تيان شان
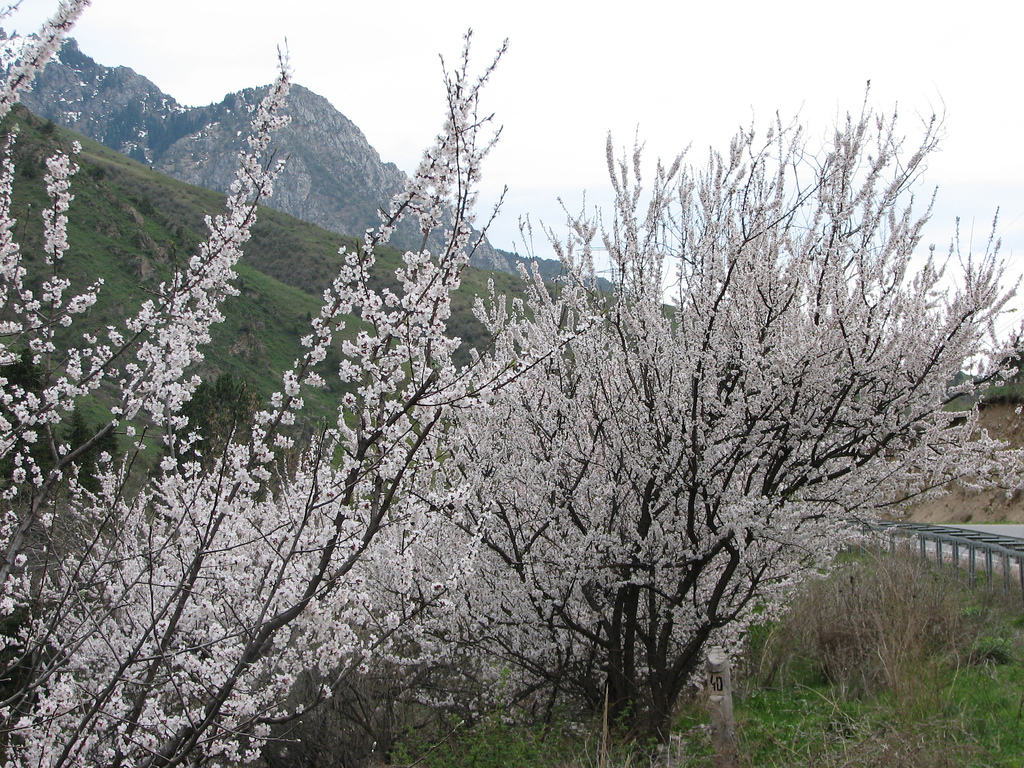
الربيع_تيان شان
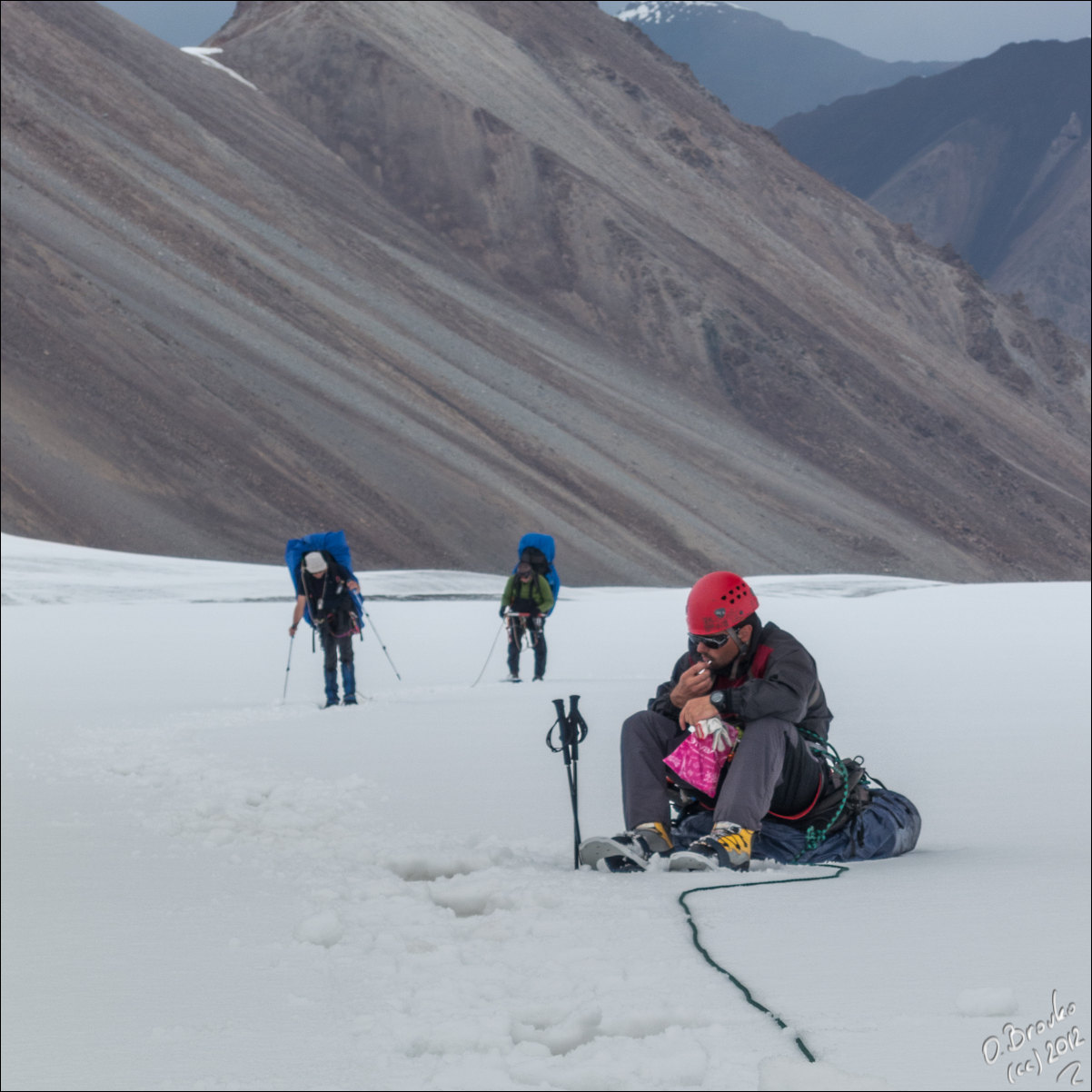
ثلوج
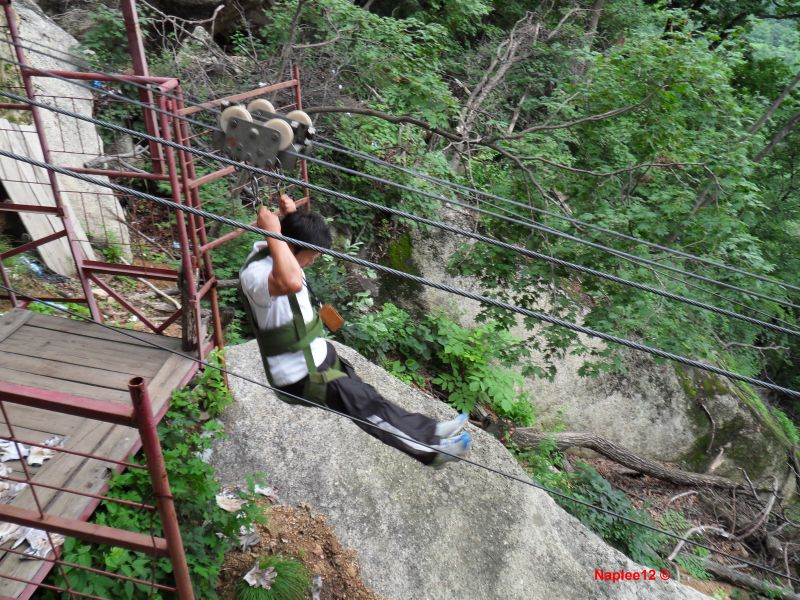
العاب
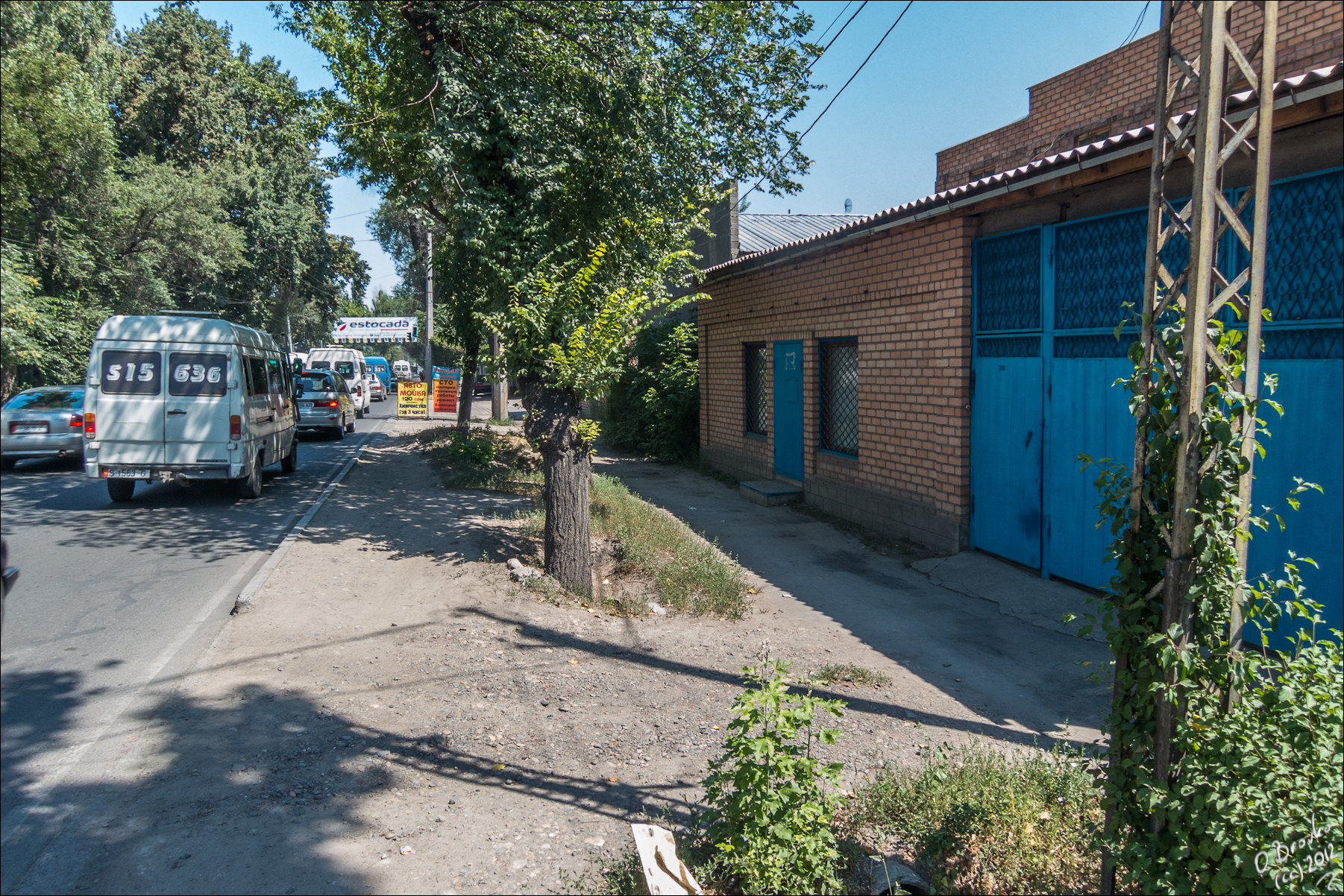
مدينة_تيان شان